# Ryo Mizunami
Ayane Mizumura (en japonés: (水村 綾菜, Mizumura Ayane) (Nagoya, Aichi; 24 de marzo de 1988), más conocida por su nombre de ring Ryo Mizunami, es una luchadora profesional y artista marcial mixta japonesa. Es más conocida por su participación en Pro Wrestling Wave. También es conocida por sus apariciones en otras promociones japonesas como Big Japan Pro-Wrestling, Sendai Girls' Pro Wrestling, Ice Ribbon, Oz Academy y Seadlinnng, entre otras, así como en promociones estadounidenses como All Elite Wrestling (AEW) y Shimmer Women Athletes, y Northern Championship Wrestling en Canadá. 

## Carrera profesional
Mizumura comenzó su carrera como luchadora profesional en 2004 con Gaea Japan bajo su nombre de nacimiento. Hizo su debut en el ring el 3 de noviembre en el que perdió ante Carlos Amano.

### Pro Wrestling Wave (2009–2019)
Mizunami debutó en Pro Wrestling Wave en abril de 2009 como parte de un gauntlet battle royal por el campeonato DDT Ironman Heavymetalweight.

### All Elite Wrestling (2019, 2021-presente)
En 2019, Mizunami debutó para la recién formada promoción estadounidense All Elite Wrestling (AEW) en su evento inaugural Double or Nothing en Las Vegas (Nevada) en el que Mizunami, Hikaru Shida y Riho derrotaron al equipo de Yuka Sakazaki, Aja Kong y Emi Sakura. Mizunami reveló más tarde que estaba considerando retirarse pero cambió de opinión después de su aparición en Double or Nothing.
En 2021, Mizunami fue anunciada como participante en el Torneo de Eliminación del Campeonato Femenino de AEW como parte de la categoría japonesa. En la ronda inicial de la categoría japonesa, Mizunami derrotó a Maki Itoh por sumisión el 15 de febrero. El 28 de febrero ganó la final japonesa tras derrotar a Yuka Sakazaki en un especial femenino de B/R Live. En la edición del 3 de marzo de AEW Dynamite, Mizunami derrotó a Nyla Rose en la final, ganando el Torneo de Eliminación del Campeonato Femenino de AEW. Por ganar el torneo, Mizunami retó a Shida por el Campeonato Mundial Femenino de la AEW el 7 de marzo en Revolution, pero no tuvo éxito. En el episodio del 10 de marzo de Dynamite, Mizunami hizo equipo con Shida y Thunder Rosa, donde derrotaron a Nyla Rose, Maki Itoh y Dr. Britt Baker, D.M.D.

## Carrera en artes marciales mixtas

### Récord
| Resultado | Récord | Oponente    | Método            | Evento                           | Fecha               | Ronda | Tiempo | Localización |
| --------- | ------ | ----------- | ----------------- | -------------------------------- | ------------------- | ----- | ------ | ------------ |
| Derrota   | 0–1    | Seo Hee Ham | Sumisión (armbar) | Gladiator: Dream, Power and Hope | 13 de abril de 2013 | 1     | 1:05   | Sapporo      |

## Campeonatos y logros
- All Elite Wrestling
  - AEW Women's World Championship Eliminator Tournament (2021)[12]

- Ice Ribbon
  - International Ribbon Tag Team Championship (1 vez) - con Misaki Ohata[16]

- JWP Joshi Puroresu
  - JWP Junior Championship (1 vez)[16]
  - Princess of Pro-Wrestling Championship (1 vez)[16]

- NEO Japan Ladies Pro-Wrestling
  - NEO Tag Team Championship (1 vez) - con Aya Yuuki[16]

- Pro Wrestling Wave
  - Regina Di WAVE Championship (2 veces)[16]
  - Wave Tag Team Championship (1 vez) - con Misaki Ohata[16]
  - Catch the Wave (2016)[17]
  - Regina Di WAVE Championship NEXT One Day Tournament (2018)[17]

- Seadlinnng
  - Beyond the Sea Single Championship (1 vez)

- Sendai Girls' Pro Wrestling
  - New Year One Night Tournament (2008)[17]